# سوزان ویسر
سوزان ویسر (هلندی: Susan Visser؛ زادهٔ ۱۵ اکتبر ۱۹۶۵) هنرپیشه اهل هلند است.
از فیلم‌ها یا برنامه‌های تلویزیونی که وی در آن نقش داشته‌است می‌توان به کتاب سیاه اشاره کرد.